# Сражение на Адде (490)
Сраже́ние на А́дде — состоявшееся 11 августа 490 года во время остготского завоевания Италии сражение вблизи реки Адды, в котором войско остготов под командованием короля Теодориха Великого одержало победу над войском правителя Италии Одоакра.

## Описание
Основными нарративными источниками о сражении на Адде являются сведения, содержащиеся в хронике Анонима Валезия. О связанных с битвой событиях сообщается также в «Старших Венских фастах», «Копенгагенском продолжении „Хроники“ Проспера Аквитанского», «Хронике» Кассиодора, «О происхождении и деяниях гетов» Иордана, «Войне с готами» Прокопия Кесарийского и «Церковной истории» Захарии Ритора.
Несмотря на победы, одержанные в 489 году Теодорихом Великим над Одоакром в битве на реке Изонцо (28 августа) и сражении при Вероне (27 или 30 сентября), предательство военного магистра Туфы заставило остготов укрыться в Павии. Здесь они были осаждены войском правителя Италии.
Однако после того, как Одоакр летом 490 года узнал о том, что к остготам на помощь идёт войско, посланное королём вестготов Аларихом II, он снял осаду и удалился от города. Преследуя отступавших, Теодорих Великий последовал с войском за Одоакром. Войска противоборствовавших сторон встретились в битве у переправы через реку Адду. Это было уже четвёртое сражение между Теодорихом Великим и Одоакром с начала остготского завоевания Италии. В ходе ожесточённого боя остготы одержали победу. Среди погибших в бою итальянцев был комит доместиков Пиерий, одна из приближённейших к Одоакру персон.
После поражения Одоакр был вынужден отступить в Равенну, которую Теодорих Великий осаждал в течение следующих почти трёх лет.